# L'assalt
L'assalt (títol original en neerlandès: De aanslag) és una pel·lícula neerlandesa dirigida per Fons Rademakers el 1986. Aquest film ha estat doblat al català.

## Argument
El gener de 1945 a Haarlem (Països Baixos), mentre que la Segona Guerra Mundial s'acaba però l'exèrcit alemany manté encara el sector, el col·laborador Fake Ploeg és abatut al carrer per resistents neerlandesos. El cos és trobat davant la casa de la família Steenwijk, i la Gestapo els executa de manera sumària, a excepció del jove fill Anton que se n'escapa, i crema la seva casa. Diversos anys després, Anton ja adult torna als llocs de la seva infantesa. Intenta trobar testimonis supervivents del drama i comprendre les raons que van suposar l'execució de la seva família...

## Repartiment
- Derek de Lint: Anton Steenwijk
- Marc van Uchelen: Anton nen
- Monique van de Ven: Truus Coster / Saskia de Graaff
- John Kraaijkamp: Cor Takes
- Huub van der Lubbe: Fake Ploeg
- Elly Weller: Mevrouw Beumer
- Ina van der Molen: Karin Korteweg
- Frans Vorstman: Sr. Steenwijk (pare d'Anton)
- Edda Barrends: Sra. Steenwijk (mare d'Anton)
- Casper de Boer: Peter Steenwijk (germà d'Anton)
- Wim de Haas: M. Korteweg
- Hiske van der Linden: Karin, de nen
- Piet de Winj: M. Beumer
- Akkemay Marijnissen: Sandra
- Kees Coolen: Gerrit-Jan
- Eric van Heijst: M. de Graaff
- Mies de Heer: Elisabeth

## Comentari
Vint anys abans d'El llibre negre (2006) de Paul Verhoeven, en el qual Derek de Lint interpreta un cap de la resistència neerlandès, l'actor interpreta un home confrontat a un drama de la seva infantesa, barrejant l'exèrcit d'ocupació amb la resistència local. La realització compromesa de Fons Rademakers li van valer els dos premis indicats més avall.

## Premis
- Globus d'Or a la millor pel·lícula estrangera[1]
- Oscar a la millor pel·lícula de parla no anglesa[2]